# Bornholms Museum
Het Bornholms Museum is een Deens museum met meerdere vestigingsplaatsen in de dorpen Rønne en Gudhjem op het eiland eiland Bornholm.
Het museum draait rond de geschiedenis van het eiland Bornholm vanaf het stenen tijdperk tot de Tweede Wereldoorlog, inclusief het bombardement van Rønne en Nexø in mei 1945.

## Geschiedenis

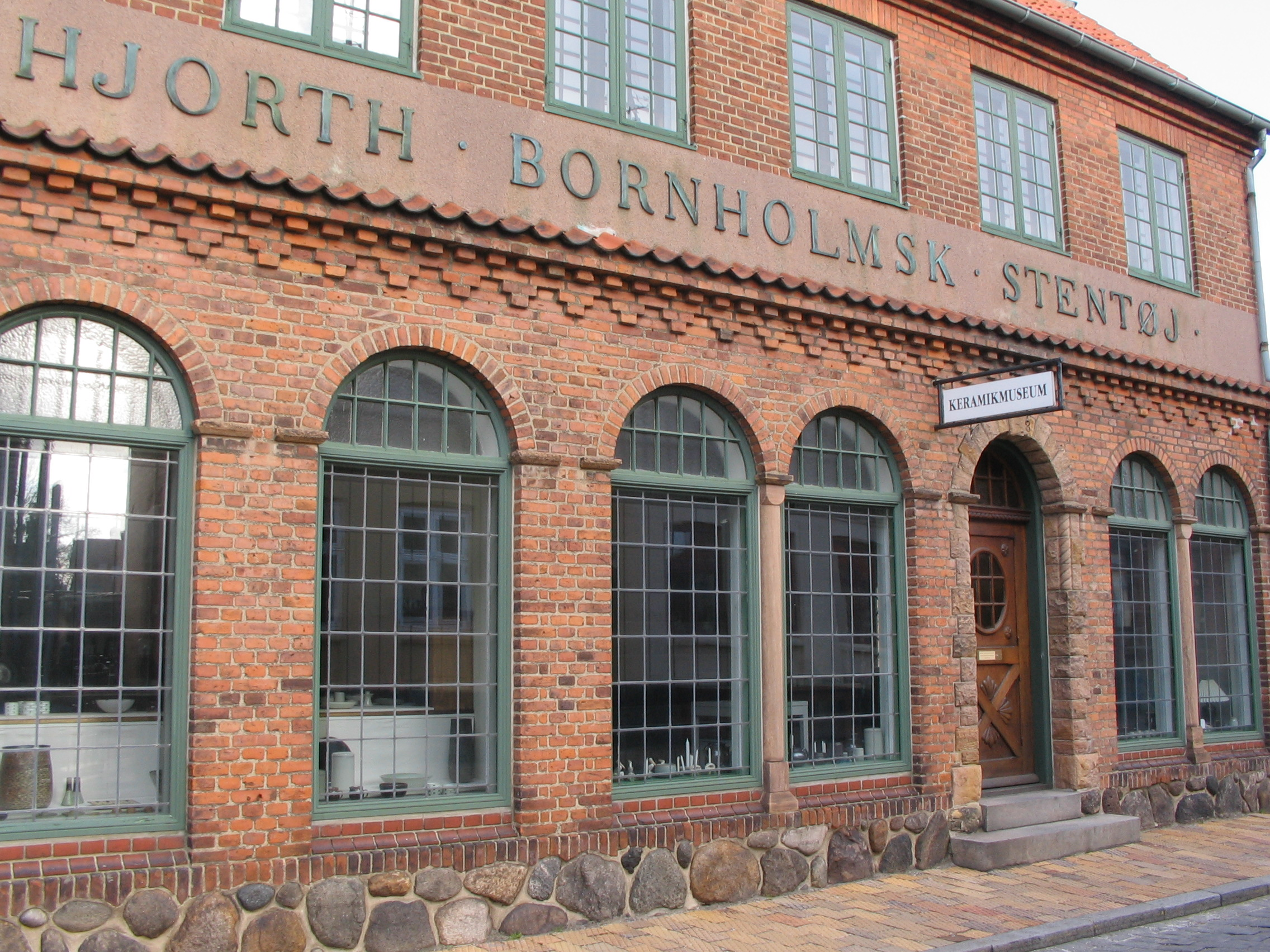
Hjorts Fabrik

De vereniging voor een Bornholms Museum werd in 1893 opgericht en het jaar erop opende het museum zijn deuren in het voormalige ziekenhuis op Sankt Mortensgade 29. In de jaren 1921-'23 werd het gebouw uitgebreid. In het gebouw zijn ook het archief en de administratie van de museumvereniging gevestigd.
In 1950 kocht het museum Erichsens Gård in Rønne, een herenhuis uit 1806 dat sinds 1919 onder monumentenzorg staat. Dit huis is onder andere bekend vanwege de kunstenaars Henning Pedersen, Kristian Zahrtmann en Holger Drachmann, die trouwde met Vilhelmine Erichsen, een van de dochters van eigenaar Thomas Erichsen.
In 1964 werd de Kunstafdeling zelfstandig en dat werd het Bornholms Kunstmuseum. Dit museum vestigde zich in een nieuwbouw aan de noordkust van het eiland, bij de Helligdomsklipperne, vijf kilometer ten westen van het dorp Gudhjem.
In 1984 breidde Bornholms Museum nog verder uit met de opening van Landbrugsmuseet Melstedgård in Gudhjem zelf. Deze boerderij, die eveneens op de monumentenlijst staat, is een levend museum, wat betekent dat er nog op de traditionele manier wordt gewerkt.
L. Hjorts Terracottafabrik in Rønne, gebouwd in 1859, werd in 1995 overgenomen. Het is de enige terracottafabriek in Denemarken die nog steeds in gebruik is. Ook dit gebouw is een monument.
Het verdedigingswerk Kastellet op Arsenalvej 8 in Rønne werd in 2003 door Bornholms Museum overgenomen. De toren en kanonnen van Kastellet zijn beschermd als monument. Hoewel het gebouw eigendom is van het Bornholms Museum, maakt het legermuseum dat in Kastellet gevestigd is geen deel daarvan uit.
In 2018 kreeg het museum ook een bijkomende vleugel in de nieuwbouw van het Kunstmuseum. Het Bornholms Museumscenter zoals de site genoemd wordt, werd een ingang zijn voor zowel de nieuwe vleugel van het Bornholms Museum alsook het daar al eerder gevestigd Bornholms Kunstmuseum. De kosten van de nieuwe aanbouw werden geraamd op 100.000.000 Deense kronen. (€ 13,5 miljoen)

## Collectie
De vaste opstelling van het museum geeft een overzicht van Bornholms geschiedenis, met speciale aandacht voor onder andere Bornholm onder Zweeds bestuur, Bornholmse klokken, Zeevaart op Bornholm en de bezetting door het Sovjetleger. Ook kent het museum een grote archeologische afdeling en bezit het een volkenkundige verzameling. Tot de bekendste voorwerpen van de archeologische afdeling behoren de guldgubber, dunne bewerkte gouden plaatjes met figuren die tussen 500 en 700 waarschijnlijk als offergave werden gebruikt.
Naast het hoofdgebouw in Rønne heeft het Bornholms Museum nog vier andere locaties, twee in Rønne en twee in of bij Gudhjem.
Bornholms Kunstmuseum · Bornholms middelaldercenter · Bornholms Museum · Bornholms Træbådelaug · DBJ Museum · Erichsens Gård · Forsvarsmuseum · Kastellet · L. Hjorts Terracottafabrik · Landbrugsmuseet Melstedgård · NaturBornholm · Oluf Høst Museum
- International Standard Name Identifier: 0000 0001 0727 8812
- Library of Congress Control Number: n83237817
- Virtual International Authority File: 153649812